# Hylemya probata
Hylemya probata är en tvåvingeart som först beskrevs av Walker 1861.  Hylemya probata ingår i släktet Hylemya och familjen parasitflugor. Inga underarter finns listade i Catalogue of Life.